# 尼日利亚医学协会
尼日利亚医学协会（Nigerian Medical Association, NMA）是尼日利亚医生和牙医的专业协会和注册机构。它拥有来自36个州的分支机构和联邦首都地区的分支机构的35000多名会员，包括在海外注册的会员。其成员涵盖了内科、外科、妇产科、儿科、公共卫生和检验医学/病理学等所有六个主要专业。该协会成立于1951年，总部位于阿布贾，在尼日利亚各地有30多个分支机构。

## 成员与管理
根据2006年的尼日利亚全国人口普查显示，该国人口约为1.4亿。据估计，大约45%的医生在城市地区执业，而那里只有55%的居住人口。这就造成了医生与人口分布的不均衡，这也是该国协会和联邦政府正在努力解决的卫生系统的挑战之一。全国执行委员会（NEC）是尼日利亚医学协会的管理机构，它在年度代表会议之间代表组织活动并对该国提供医疗卫生政策建议。

## 相关
- 尼日利亚的医疗卫生（英语：Healthcare in Nigeria）